# Bluffton (Carolina del Sud)
Bluffton è un comune degli Stati Uniti d'America, situato in Carolina del Sud, nella Contea di Beaufort.